# Obora (Šindelová)

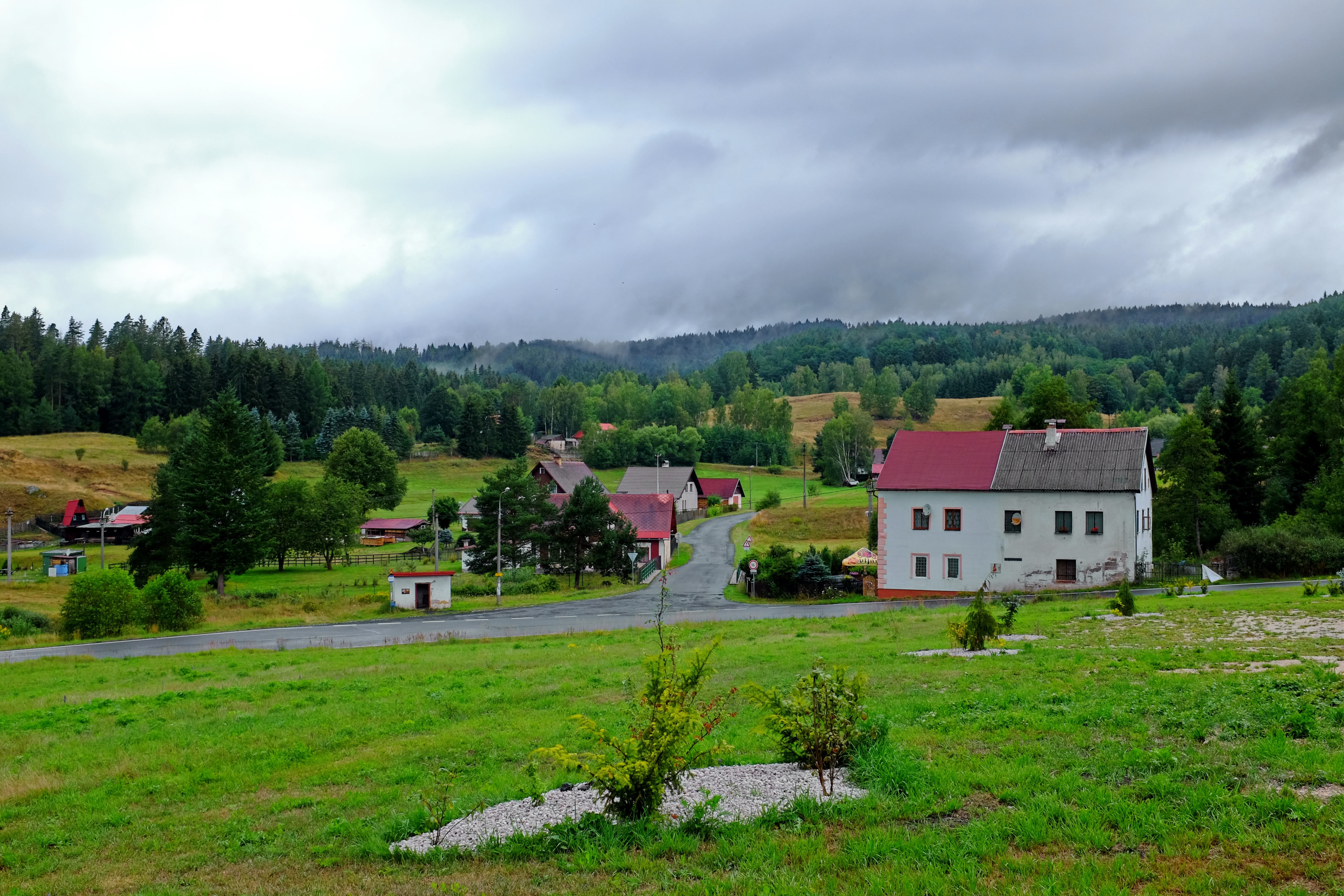
Obora

Obora (deutsch Hochgarth, umgangssprachlich Gulesreut bzw. Hammerreut) ist ein Ortsteil der Gemeinde Šindelová (Schindlwald) im Okres Sokolov in Tschechien.

## Lage
Obora liegt etwa 0,5 Kilometer nordwestlich von Šindelová.

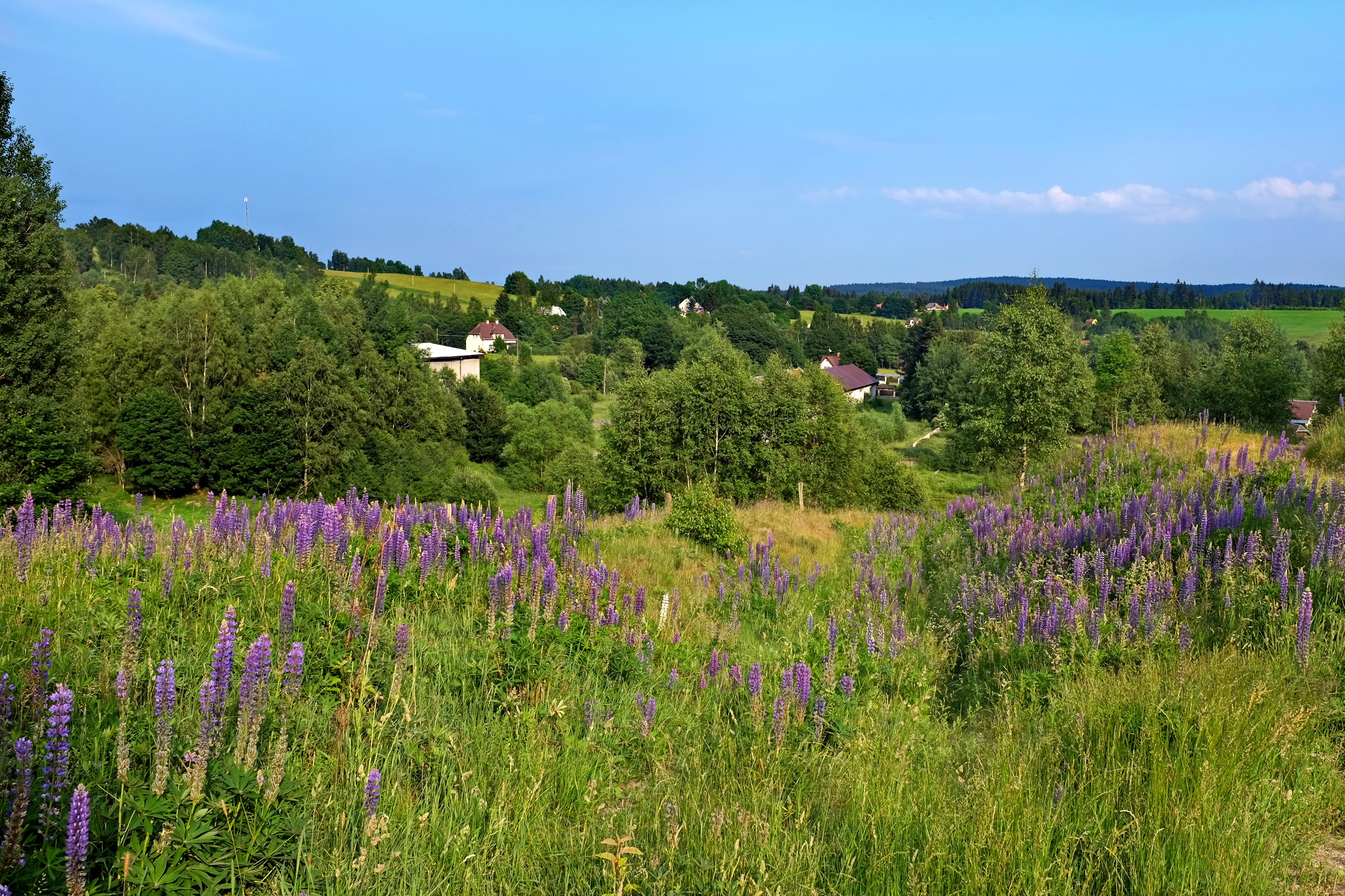
Panorama

## Geschichte

### Vorgeschichte
Im Mittelalter gehörte das von Wäldern und Sümpfen bedeckte Gebiet zum Besitztum des Klosters Tepl. 1434 verpfändete es König Sigismund an den Burggrafen von Eger Kaspar Schlick. Nach dem Tode seines Bruders Matthäus Schlick 1487 erhielt sein ältester Sohn Niklas Schlick die Herrschaft Heinrichsgrün, nebst Falkenau, Seeberg, Neudek, Tüppelsgrün und Voigtsgrün zu einem Anteil. Mit der Erbteilung von 1582 ging Schönlind zunächst an Viktorin Schlick II., den ältesten Sohn von Abundus Schlick, seinerseits Sohn von Viktorin Schlick I. Nach dem Tod des Vaters Abundus Schlick kaufte 1589 dessen Gemahlin Agnes den Schönlinder Anteil und holte zur Unterstützung bei der Besitzverwaltung den Ritter Niklas von Globen als Gutshauptmann von Schönlind und Heinrichsgrün zu sich. Dieser heiratete Susanna Schlick, eine Tochter von Viktorin Schlick II., und übernahm so 1602 als Grundherr Schönlind. Im Kaufvertrag werden Schönlind, Schindelwald, Kohling und Frühbuß, jedoch nicht Hochgarth erwähnt, das zu dieser Zeit noch nicht existierte. Auf Grund des Religionszwangs entschloss sich Niklas von Globen 1628 auszuwandern und verkaufte den Besitz an den Freiherrn Otto von Nostitz, der bereits durch den Erwerb von Heinrichsgrün 1627 sein Gutsnachbar geworden war. Von ihm erbte es sein Neffe, der Oberstkanzler Johann Hartwig von Nostitz-Rieneck. Heinrichsgrün wurde mit Schönlind wieder zu einer Majoratsherrschaft vereint. Bis zur Vertreibung und Enteignung 1945 verblieb der Besitz in Händen der Familie Nostitz-Rieneck.  

### Hochgarth
Hochgarth dürfte nach dem Dreißigjährigen Krieges an Stelle eines hohen Wildgartens daher Hochgart(en), entstanden sein. Das Dorf war früher in Ober- und Unter-Hochgarth unterteilt. Im Volksmund hieß der untere Ortsteil auch Gulesreut, Hammerreut und Köhlerdorf. Hochgarth war zur Kirche St. Joseph in Schönlind gepfarrt, wo auch der Friedhof lag. Kaisers Joseph II. erhob 1785 die Filiale Schönlind zur eigenen Pfarrei. Anfang des 18. Jahrhunderts hielten sich die Einwohner zur Pfarrkirche St. Bartholomäus in Frühbuß. 1847 zählte das Dorf 65 Häuser mit 649 Einwohnern und eine Hilfsschule. Seit 1850 gehörte die selbständige Gemeinde zum Gerichtsbezirk Graslitz, der im Zuge der Trennung der politischen von der judikativen Verwaltung ab 1868 gemeinsam mit dem Gerichtsbezirk Neudek den Bezirk Graslitz bildete. Nach dem Münchner Abkommen wurde Hochgarth dem Deutschen Reich zugeschlagen und gehörte bis 1945 zum Landkreis Graslitz. Nach dem Ende des Zweiten Weltkrieges kam Hochgarth zur Tschechoslowakei zurück und wurde 1948 in Obora umbenannt. Zu dieser Zeit wurde ein großer Teil der deutschen Bevölkerung vertrieben.

## Persönlichkeiten
- Fritz Ehlert (1935–1984), deutscher Schauspieler und Kabarettist